# Luigi Mancia
Luigi Mancia, anche noto come Luigi Manza (1660 circa – post 1708), è stato un compositore e cantante italiano.

## Biografia
Nulla si conosce sui suoi primi anni e sulla propria formazione musicale. L'anno di nascita 1658 si ricava da una polizza d'estimo di suo padre, Domenico Manza, recentemente scoperta da Marco Bizzarini. Nel 1687 entrò con il cantante Ferdinando Chiaravalle alla corte dell'elettore Ernesto Augusto di Hannover, mecenate e amante di arti, dove egli scrisse la sua prima composizione nota, l'opera Paride in Ida: il lavoro venne rappresentato al teatro di corte diretto dal Kapellmeister (maestro di cappella) Agostino Steffani. Rientrato in Italia, tra il 1695 e il 1696 fu attivo a Roma, dove mise in scena tre suoi drammi. L'anno seguente tornò ad Hannover per la rappresentazione di un suo lavoro operistico durante la stagione estiva e ad ottobre fu a Berlino, dove cantò con Chiaravalle, Attilio Ariosti, Francesco Antonio Mamiliano Pistocchi e Valentino Urbani al servizio dell'elettrice Sofia Carlotta (figlia dell'elettore Ernesto Augusto e moglie del futuro re di Prussia Federico I).
Successivamente Mancia ritornò in Italia per comporre per il teatro del viceré di Napoli, dove rimase dal 1698 al 1699. Agli inizi del 1701 risulta attivo come consigliere della camera a Düsseldorf al servizio dell'elettore palatino Giovanni Guglielmo.
Nel 1707 accompagnò l'ambasciatore veneziano a Londra, dove rimase per un breve periodo. Nel 1708 compose un'opera per Venezia e una serenata per Brescia, ultimo suo lavoro noto. In questo periodo potrebbe avere avuto come suo allievo Pietro Gnocchi, futuro maestro di cappella del duomo di Brescia. Successivamente dedicò alcuni suoi lavori alla consorte dell'elettore Carlo III, presso la quale corte potrebbe essere stato nominato maestro di cappella. Sempre nello stesso anno tentò di entrare al servizio della regina Anna attraverso la raccomandazione del duca di Manchester Charles Montagu, ambasciatore straordinario a Venezia.

## Considerazioni sull'artista
Mancia stilisticamente presenta affinità con i predecessori Alessandro Stradella e Giovanni Legrenzi piuttosto che con i contemporanei Ariosti, Francesco Gasparini e Alessandro Scarlatti. Il suo primo lavoro operistico presenta arie di breve durata e non nella forma dell'aria da capo (tipologia di aria che iniziava ad entrare in voga proprio in questo periodo). Le sue cantate, le quali strutturalmente sono simile all'aria (musica), vengono spesso titolate come aria, canzona o canzonetta.

## Composizioni

### Opere
- Paride in Ida (trattamento pastorale per musica, libretto di N. Nicolini, 1687, Hannover)
- Giustino (melodramma, libretto di Silvio Stampiglia, dopo Nicolò Beregan, 1695, Roma)
- Flavio Cuniberto (dramma per musica, libretto di Matteo Noris, 1696, Roma)
- Il re infante (dramma per musica, libretto di Matteo Noris, 1696, Roma)
- La costanza nelle selve (favola pastorale, libretto di O. Mauro, 1697, Hannover)
- Tito Manilo (dramma per musica, libretto di Matteo Noris, 1698, Napoli)
- Partenope (dramma per musica, libretto di Silvio Stampiglia, 1699, Napoli)
- Alessandro in Susa (tragicommedia, libretto di Girolamo Frigimelica Roberti, 1708, Venezia)

### Serenate
- Componimento per musica in occasione del passaggio per Düsseldorf di Carlo III, re delle Spagne (per 4 voci, libretto di Luigi Mancia, 1703, Düsseldorf)
- Serenata (libretto di Giovanni Battista Bottalicio, 1708, Brescia)

### Cantate
- Ardo ahi lasso e non oso palesar
- Augelletti al vostro canto (per contralto e basso continuo)
- Con fosco dente di veleno infetto
- Da fantastico umor (canzona)
- Donna più non amerò
- Dove trascorri incauto piede? (testo di Luigi Mancia)
- E dove mi traete (per contralto e basso continuo)
- E possibile o luci adorate
- E quando o luci amate (testo di Luigi Mancia, per contralto e basso continuo)
- Il più fedele amante (testo di Luigi Mancia)
- Il tempo c'ha l'ali (aria)
- In amor non ho fortuna (aria)
- La vince chi dura (canzonetta)
- Luci belle oh Dio che fate (per soprano e basso continuo)
- Non cominci ad amar chi non ha scherma (canzonetta)
- Non vel pensate no
- O Dio d'amor consola questo cor (testo di Luigi Mancia)
- Perché mai sì crude siete (per soprano e basso continuo)
- Quando d'amor le leggi
- Quanto più mi consigliate (Amante bizzarro) (aria)
- Qui dove il fiato rio (aria per contralto, due violini, viola, oboe, 2 fagotti e basso continuo)
- Sedea su l'erbe ove più densa l'ombra
- Se dirai d'essere amante
- Se non mi vuoi amar (per contralto e basso continuo)
- Se stringo lo scettro (per soprano e chitarra)
- Toglietemi pietosi (Medea tradita) (per contralto e basso continuo)
- Tuffata in grembo all'acque (per basso e basso continuo)
- Un bacio Lilla? Ohimè! (per 2 voci e basso continuo)
- Un bel guardo di vaga beltà
- Vasta mole fondar su l'arene (per basso e basso continuo)
- Versatevi ai torrenti (per contralto e basso continuo)

### Musica sacra
- Messa per 16 voci (perduta)
- Ad arma volate o furie superbe, per tenore, due violini e basso continuo
- Expugnate debellate, per contralto, 2 violini e basso continuo

### Musica strumentale
- Concerto
- Sinfonia per 2 violini, viola e basso continuo